# Mrikb
Mrikb (tiếng Ả Rập: مريقب) là một ngôi làng Syria nằm ở phó huyện Al-Saan ở huyện Salamiyah, Hama. Theo Cục Thống kê Trung ương Syria (CBS), Mrikb có dân số 57 người trong cuộc điều tra dân số năm 2004.